# Destrucción de Kandanos
La Destrucción de Kandanos (en griego: Καταστροφή της Καντάνου) o Masacre de Kandanos (en griego: Η σφαγή του Καντάνου) se refiere a la destrucción total de la aldea de Kandanos, al oeste de Creta, en (Grecia), y a la muerte de unos 180 de sus habitantes el 3 de junio de 1941 por las fuerzas de ocupación alemanas durante la Segunda Guerra Mundial.
Fue ordenada por el Generaloberst Kurt Student en represalia por la participación de la población local en la Batalla de Creta. Esta actuación constituyó uno de los crímenes de guerra más atroces cometidos durante la ocupación de Creta por las fuerzas del Eje en la Segunda Guerra Mundial.

## Antecedentes

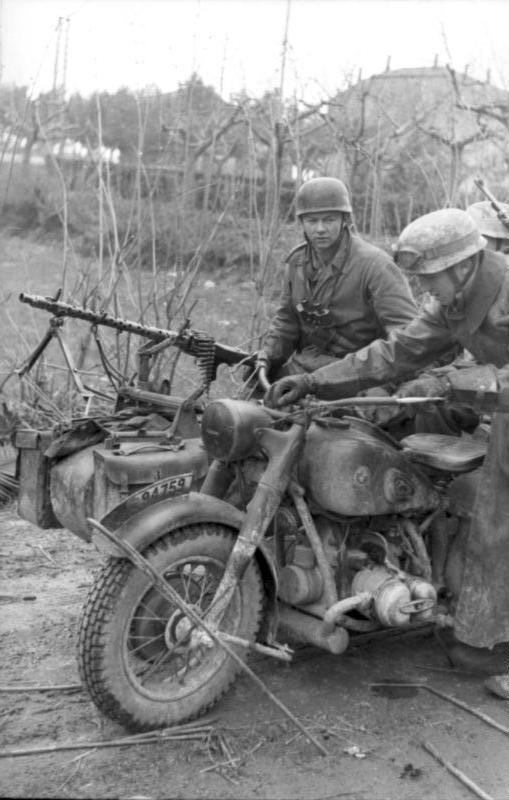
Motos BMW-R75 con sidecar armadas con ametralladoras MG34.

### Resistencia local
La Batalla de Creta comenzó el 20 de mayo de 1941 con una invasión aérea a gran escala planeada para capturar las ubicaciones estratégicas de la isla. Kandanos se encuentra en la carretera que va de Khania, en la costa norte, a Paleochora, en el sur, y fue considerada una buena zona de aterrizaje para posibles refuerzos aliados desde el norte de África. La aldea de Kandanos había sido bombardeada durante los primeros días del ataque y un pequeño destacamento motorizado alemán (que montaba motocicletas con ametralladoras MG 34 en sus sidecar) intentó atravesarlo el 23 de mayo de 1941, con el objetivo de alcanzar y asegurar Paleochora. Grupos de civiles no entrenados e insuficientemente armados de Kandanos, Paleochora y aldeas cercanas, con la ayuda de algunos gendarmes de Selino, se enfrentaron espontáneamente con la fuerza alemana en Floria.
Al día siguiente, se reunieron grupos importantes de civiles de estos pueblos y prepararon una emboscada a las tropas alemanas, (formadas por componentes del Batallón 55 de Motocicletas y del Batallón 95 Antitanques de la 5ª División de Montaña), en el desfiladero de Kandanos. A pesar de su fuerte resistencia los días 24 y 25 de mayo y de sus bajas limitadas, los lugareños fueron ampliamente superados en número y finalmente se vieron obligados a retirarse a las montañas, dejando que los alemanes avanzaran hacia Paleochora.

### Repercusiones de la resistencia
Durante la Batalla de Creta, las fuerzas invasoras alemanas sufrieron grandes pérdidas y la resistencia sin precedentes de la población local exasperó su sentido prusiano de orden militar, según el cual solo los guerreros profesionales deberían luchar.
Además comenzaron a circular historias exageradas, atribuyendo muchas de las bajas alemanas a torturas y mutilaciones hechas a los paracaidistas por los cretenses. Tales historias se demostraron falsas más adelante e investigaciones detalladas solo pudieron identificar unos pocos casos de mutilación en todo Creta y, la mayoría de ellos, infligidos después de la muerte del soldado.
Sin embargo, tratando de dar un escarmiento, justo después de la rendición de Creta el 31 de mayo, el comandante temporal, el General Kurt Student, emitió una orden para lanzar una ola de brutales represalias contra la población local. Las represalias debían ser llevadas a cabo rápidamente por las mismas unidades que habían sido confrontadas por los lugareños, omitiendo cualquier formalidad.

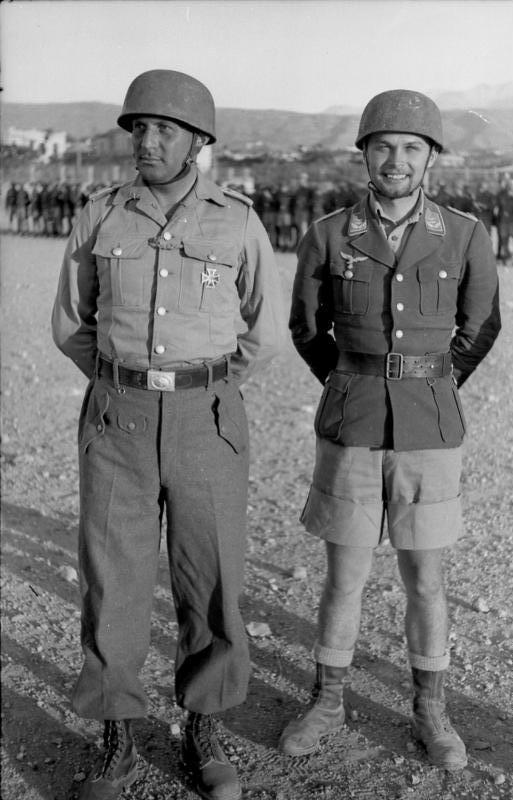
Horst Trebes (derecha) con W. Gericke en julio de 1941.

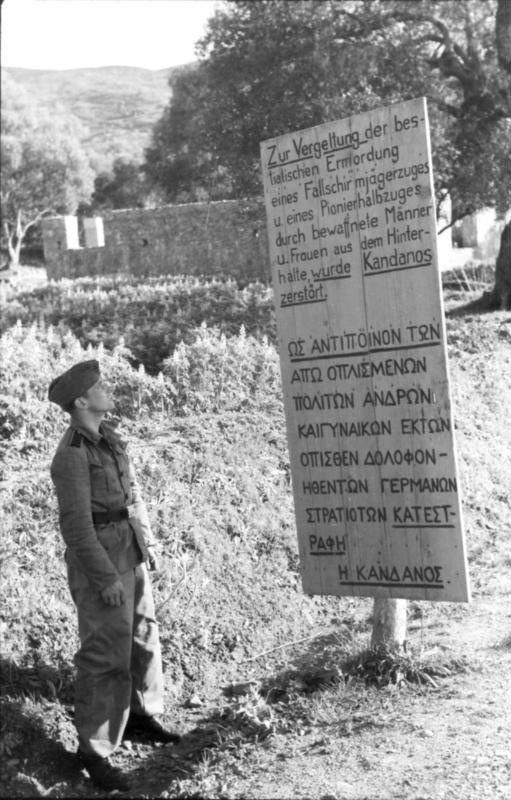
Un soldado alemán frente a uno de los letreros erigidos después de la demolición.
El texto dice: "Kandanos fue destruido en represalia por el bestial asesinato por emboscada de un pelotón de paracaidistas y un medio pelotón de ingenieros militares por hombres y mujeres armados".

## La devastación
El 3 de junio de 1941, un día después de ejecutar a varios civiles en Kondomari, las tropas alemanas del III Batallón del 1° Regimiento de Asalto de Aterrizaje Aéreo (muy probablemente dirigido por el Oberleutnant Horst Trebes) llegaron a Kandanos, siguiendo la orden de Student de tomar represalias. Los alemanes mataron a unos 180 residentes y sacrificaron todo el ganado; todas las casas fueron incendiadas y arrasadas.
Pueblos cercanos como Floria y Kakopetro se encontraron con un destino similar.
Después de su destrucción, Kandanos fue declarada 'zona muerta' y se prohibió a la población superviviente regresar al pueblo y reconstruirlo. Finalmente, se colocaron inscripciones en alemán y griego en cada entrada de la aldea, en las que se leia mensajes del tipo: Aquí estaba Kandanos, destruida en represalia por el asesinato de 25 soldados alemanes, para no volver a ser reconstruida nunca más.

## Repercusiones
Un monumento a los soldados caídos del Batallón 95 fue erigido por la División de Gebirgs cerca de Floria después de la rendición de Creta.
Después de la rendición de Alemania, el general Kurt Student fue capturado por los británicos. En mayo de 1947, compareció ante un tribunal militar para responder a las acusaciones de maltrato y asesinato de prisioneros de guerra por parte de sus fuerzas en Creta. La demanda de Grecia de que se extraditara a Student fue rechazada. Student fue declarado culpable de tres de ocho cargos y sentenciado a cinco años de prisión. Sin embargo, recibió un alta médica y fue liberado en 1948. Student nunca fue juzgado por crímenes contra civiles.
Hoy, Kandanos ha sido reconstruido y es la sede de un municipio con el mismo nombre. Las reproducciones de las señales sombrías Wehrmacht que conmemoran la destrucción de la aldea se muestran en un monumento de guerra local.